# Cyrtarachne tuladepilachna
Cyrtarachne tuladepilachna là một loài nhện trong họ Araneidae.
Loài này thuộc chi Cyrtarachne. Cyrtarachne tuladepilachna được Alberto Barrion & James A. Litsinger miêu tả năm 1995.